# Neil Bamford
Neil Bamford (* 10. Februar 1982) ist ein ehemaliger britischer Tennisspieler aus England.

## Karriere
Bamford spielte bis 2000 auf der ITF Junior Tour einige Matches und kam dort in der Junioren-Rangliste auf einen Platz in den Top 300. Beim Grand-Slam-Turnier von Wimbledon erhielt er 2000 eine Wildcard und schied in der ersten Runde aus.
Bei den Profis spielte Bamford zunächst einige Turniere nach seiner Juniorenkarriere, wo er aber nie zu Punkten für die Weltrangliste kam, sodass er einige Jahre inaktiv blieb. 2005 kehrte er zurück zum Tennis und gewann dort im Einzel seinen einzigen Profititel auf der drittklassigen ITF Future Tour, wo er fast hauptsächlich spielte. Nur noch 2008 schaffte er ein weiteres Endspiel im Einzel zu erreichen. Im Doppel war er erfolgreicher. Nach seinem ebenfalls ersten Titel 2005 ließ er 2006 sechs Future-Titel folgen, die er allesamt mit James May gewann. In der Weltrangliste stieg Bamford in beiden Wertungen 2006 auf sein Karrierehoch – im Einzel mit Platz 555, im Doppel mit Rang 271. Bis zu seinem Karriereende 2008 kamen noch fünf weitere Future-Titel im Doppel hinzu. Die besten Resultate auf der höher dotierten ATP Challenger Tour erzielte Bamford 2006 mit einem Halbfinale in Shrewsbury und 2008, als er ins Finale von Mexiko-Stadt einzog. Zweimal erhielt Bamford eine Wildcard für das Turnier in Wimbledon. 2007 verlor er dort mit May, 2008 mit Josh Goodall jeweils in der ersten Runde. 2006 hatte er sich mit May erfolgreich durch die Qualifikation gekämpft, doch verlor ebenfalls in der ersten Runde.
Nach dem Ende seiner aktiven Karriere 2008 arbeitete er als Tennistrainer in Duke Meadows in London.